# Христодор Арнаудов
Христодор Арнаудов е български майстор, изобретател от края на XIX – началото на XX век.

## Биография
Роден е в Хасково и е потомък на Щерю Арнаут от костурското село Омотско, принадлежи към големия род Арнаудови. Занимава се с изработка на мебели и на различни музикални инструменти – цигулки, китари, мандолини, латерни. Арнаудов се занимава и с фотография, като си купува обектив и изработва сам фотоапарат, и създава едно от първите фотографски ателиета в Хасково. Арнаудов поръчва и доставя в Хасково първия фонограф, който записва и възпроизвежда музика. Също така в 1899 година купува и първия кинематограф, с който една година гастролира и из страната и след това поставя в читалищния салон. Арнаудов е първият в Хасково, който започва да отчита метеорологичните промени в града и района със създадената от него метеорологична станция. Нововъведението се оказва полезно и в 1901 година община Хасково купува от Арнаудов станцията и я използва.
В края на 1892 година Арнаудов става първият секретар на основаната в града социалистическа дружинка.